# Liste des réserves de biosphère au Honduras
Cet article recense les réserves de biosphère au Honduras.

## Statistiques
En 2023, Honduras compte quatre réserves de biosphère.

## Liste
| Réserve de biosphère                    | Création | Superficie (km²) | Superficie (km²) | Superficie (km²) | Superficie (km²) | Notes                                                     | Illustration |
| Réserve de biosphère                    | Création | Totale           | Centre           | Tampon           | Transition       | Notes                                                     | Illustration |
| --------------------------------------- | -------- | ---------------- | ---------------- | ---------------- | ---------------- | --------------------------------------------------------- | ------------ |
| Cacique Lempira - Señor de las Montañas | 2015     | 1 686            | 155              | 501              | 1 036            |                                                           |              |
| Río Plátano                             | 1979     | 8 320            | 2 104            | 1 974            | 4 242            |                                                           |              |
| San Marcos de Colón                     | 2017     | 578              | 41               | 224              | 313              |                                                           |              |
| Trifinio-Fraternidad (es)               | 2011     | 4 088            | 383              | 806              | 2 899            | Réserve transfrontière, avec le Costa Rica et le Salvador |              |